# Blood on the Dance Floor: HIStory in the Mix
Blood on the Dance Floor: HIStory in the Mix é o primeiro álbum de remisturas lançado por Michael Jackson pela Epic para divulgação da segunda fase de concertos da HIStory World Tour, em 1997. O coletânea incluía, além de oito remixes, cinco canções inéditas - gravadas para álbuns anteriores mas não incluídas nas seleções finais de faixas. "Superfly Sister" e a faixa título eram de 1991; "Morphine", "Ghosts" e "Is It Scary" de 1993. Michael revisou as faixas em estúdio no início daquele ano.
O álbum Blood on the Dance Floor passou despercebido nos Estados Unidos, onde o dance já começava a ser ofuscado pelo hip-hop. O fracasso comercial no país levantou dúvidas sobre a relevância de Jackson para o mercado mesmo dentro da Sony Music. Na Europa, a semi-coletânea foi sucesso absoluto, atingindo o topo das paradas em uma dezena de países.
O primeiro single distribuído às rádios foi a faixa-título do álbum, acompanhada por um videoclipe dirigido pelo próprio Michael Jackson com o auxílio do coreógrafo Vincent Paterson (de "In The Closet"). Na América, a recepção pouco calorosa fez com que a canção "Blood On The Dance Floor" fosse o único single promocional do álbum no país.
Na Europa, a canção alcançou o topo das paradas de sucesso em sete países, incluindo Espanha e Reino Unido. O bom desempenho resultou no lançamento de um segundo single às rádios, um remix da música "HIStory" produzido por Tony Moran. Michael Jackson estava em turnê e não compareceu às gravações do videoclipe. O compacto tinha como lado-b a faixa "Ghosts".
Blood On The Dance Floor vendeu mais de 17 milhões de cópias em todo o mundo. Os números, no entanto, eram muito inferiores aos patamares de venda mundiais de Jackson até o ano de 2001. Em 2009, as vendagens chegavam em 11.1 milhões. Após a morte do cantor - em 25 de junho de 2009 ultrapassaram a marca de 13 milhões de cópias, e atualmente, está em estimativas de 17 milhões, sendo atualmente, o 2° álbum mais procurado de Michael, perdendo apenas para o álbum "Thriller", que atualmente tem cerca de 100 milhões de cópias vendidas, sendo os 33 milhões nos EUA. Desde 1997, era o álbum de remixes mais vendido da história, atualmente, continua com este posto.

## Lista de faixas
| N.º | Título                                         | Compositor(es)                                                | Duração |  |
| 1.  | "Blood on The Dance Floor""                    | Michael Jackson, Teddy Riley                                  | 4:13    |  |
| 2.  | "Morphine"                                     | Michael Jackson                                               | 6:28    |  |
| 3.  | "Superfly Sister"                              | Michael Jackson, Bryan Loren                                  | 6:27    |  |
| 4.  | "Ghosts"                                       | Michael Jackson, Teddy Riley                                  | 5:08    |  |
| 5.  | "Is It Scary"                                  | Michael Jackson, James Harris III, Terry Lewis                | 5:35    |  |
| 6.  | "Scream Louder (Flyte Tyme Remix)"             | Michael Jackson, Janet Jackson, James Harris III, Terry Lewis | 5:30    |  |
| 7.  | "Money (Fire Island Radio Edit)"               | Michael Jackson                                               | 4:23    |  |
| 8.  | "2 Bad (Refugee Camp Mix)"                     | Michael Jackson, Bruce Swedien, Rene Moore, Dallas Austin     | 3:32    |  |
| 9.  | "Stranger In Moscow (Tee's In House Club Mix)" | Michael Jackson                                               | 6:54    |  |
| 10. | "This Time Around (D.M. Radio Mix)"            | Michael Jackson, Dallas Austin                                | 4:05    |  |
| 11. | "Earth Song (Hani's Club Experience)"          | Michael Jackson                                               | 6:27    |  |
| 12. | "You Are Not Alone (Classic Club Mix)"         | R. Kelly                                                      | 7:37    |  |
| 13. | "HIStory (Tony Moran's History Lesson)"        | Michael Jackson, James Harris III, Terry Lewis                | 8:01    |  |

| Versão LP |                                                |         |  |
| N.º       | Título                                         | Duração |  |
| 1.        | "Blood On The Dance Floor"                     | 4:13    |  |
| 2.        | "Morphine"                                     | 6:28    |  |
| 3.        | "Superfly Sister"                              | 6:27    |  |
| 4.        | "Ghosts"                                       | 5:08    |  |
| 5.        | "Is It Scary"                                  | 5:35    |  |
| 6.        | "Scream Louder (Flyte Tyme Remix)"             | 5:30    |  |
| 7.        | "Money (Fire Island Radio Edit)"               | 4:23    |  |
| 8.        | "2 Bad (Refugee Camp Mix)"                     | 3:32    |  |
| 9.        | "Stranger In Moscow (Tee's In House Club Mix)" | 6:54    |  |
| 10.       | "This Time Around (D.M. Mad Club Mix)"         | 10:21   |  |
| 11.       | "Earth Song (Hani's Club Experience)"          | 7:55    |  |
| 12.       | "You Are Not Alone (Classic Club Edit)"        | 4:23    |  |
| 13.       | "HIStory (Tony Moran's History Lesson)"        | 8:01    |  |

## Desempenho comercial
O álbum Blood On The Dance Floor apresentou desempenho irregular entre as diferentes listas de mais vendidos do mundo. Com Jackson ainda em turnê em 1997 e priorizando os mercados asiático e europeu, a semi-coletânea teve divulgação limitada àqueles países.